# تب نزله‌ای بدخیم گاوان
تب نزله‌ای بدخیم گاوان (به انگلیسی: Bovine malignant catarrhal fever) یا به صورت مخفف (BMCF)، یک بیماری لنفوپرولیفراتیو کشنده است  که توسط گروهی از گاما هرپس ویروس ‌های نشخوارکنندگان به نام‌های آلسلافین هرپس ویروس 1 (AlHV-1 و هرپس ویروس گوسفندی 2 (OvHV-2 ایجاد می‌شود. این ویروس‌ها در میزبان مخزن یک عفونت پنهان ایجاد می‌کنند (گوسفند مخزن OvHV-2 و گوزن یالدار مخزن AlHV-1 می‌باشند) اما معمولاً در گاوها و دیگر سم دارانی همچون گوزن و گاو میش کشنده هستند.
BMCF در اماکنی که میزبان مخزن (گوسفند) و میزبان حساس (گاو) در نزدیکی هم نگهداری می‌شوند بیماری بسیار مهمی محسوب می‌شود.
شیوع این بیماری در گاوها معمولاً انفرادی و تک گیر است هرچند که عفونت نزدیک به ۴۰٪ در یک گله نیز گزارش شده‌است. دلیل این شیوع بالا ناشناخته است. برخی از گونه‌ها به نظر بسیار حساس تر هستند، به‌طور مثال گوزن‌های Pére Davids, گاوهای Bali و bison. بسیاری از گوزن‌ها در عرض ۴۸ ساعت و گاوهای bison در عرض سه روز پس از ظهور نشانه‌های اولیه تلف می‌شوند.

## علایم بالینی
شایع‌ترین فرم بیماری در سر و چشم‌ها بروز می‌کند. علایم شاخص عبارتند از: تب، دپرسیون، ترشحات چشم و بینی، ضایعات دهانی و پوزه، تورم غده‌های لنفاوی، کدورت قرنیه که به کوری می‌انجامد، بی اشتهایی و اسهال. برخی از حیوانات درگیر دارای علایم عصبی هستند همچون آتاکسی، نیستاگموس و فشار دادن سر به موانع. علایم فوق حاد، علایم گوارشی و پوستی نیز توصیف شده‌اند. معمولاً مرگ در عرض ده روز رخ می‌دهد. میزان مرگ و میر در حیواناتی که علایم را نشان داده‌اند ۹۰ تا ۱۰۰ درصد می‌باشد.
اصولاً درمان این بیماری موفقیت‌آمیز نیست.

## تشخیص
تشخیص BMCF وابسته به اخذ تاریخچه، جستجوی علایم بالینی، هیستوپاتولوژی، شناسایی آنتی‌بادی ضد ویروس در خون و بافت‌های درگیر توسط ELISA یا شناسایی DNA ویروس توسط PCR می‌باشد.

## واکسن
متأسفانه تاکنون واکسنی برای پیشگیری از این بیماری ساخته نشده است. 

## لینک‌های اضافه
- Current status of Bovine malignant catarrhal fever worldwide at OIE. WAHID Interface - OIE World Animal Health Information Database
- Disease card